# Factoryville (Pensilvania)
Factoryville es un borough ubicado en el condado de Wyoming en el estado estadounidense de Pensilvania. En el año 2000 tenía una población de 1.144 habitantes y una densidad poblacional de 592.8 personas por km².

## Geografía
Factoryville se encuentra ubicado en las coordenadas 41°33′51″N 75°46′53″O / 41.56417, -75.78139.

## Demografía
Según la Oficina del Censo en 2000 los ingresos medios por hogar en la localidad eran de $34,375 y los ingresos medios por familia eran $44,375. Los hombres tenían unos ingresos medios de $32,014 frente a los $18,482 para las mujeres. La renta per cápita para la localidad era de $14,660. Alrededor del 11.2% de la población estaba por debajo del umbral de pobreza.